# Miljana, Zagorska Sela
Miljana je naselje na Hrvaškem, ki upravno spada pod občino Zagorska Sela Krapinsko-zagorske županije.

## Zgodovina
Ob reki Sotli, takoj za državno mejo med Slovenijo in Hrvaško, severno od križišča cest, ki povezuje Imeno z naselji Miljana, Plavić in Desinić stoji dvorec Miljana. Gradnja dvorca, ki je trajala skoraj tri stoletja, se je pričela med leti 1591 do 1603. Dvorec, ki je bil v lasti hrvaške plemiške rodbine Rotkaj (madžarsko Rottkay) je grajen kot četverokotna zgradba z notranjim dvoriščem, ki ga zapirajo krila stranskih objektov neenakih višin in širin. Od začetka 17. stoletja pa do sredine 19. stoletja, ko je bila gradnja končana je dvorec večkrat menjal svojo velikost in obliko. V prostorih kjer so sprejemali goste se nahajajo najpomembnejše   freske iz obdobja rokokoja na Hrvaškem. Nekateri strokovnjaki menijo, da je stene poslikal slovenski baročni slikar Jožef Anton Lerchinger. Po smrti zadnjega iz plemiške rodbine, ko je le ta leta 1739 izumarla,  Josipa Ivana Rotkaja je dvorec menjal mveč lastnikov.

## Demografija
| Pregled števila prebivalcev po letih | Pregled števila prebivalcev po letih | Pregled števila prebivalcev po letih | Pregled števila prebivalcev po letih | Pregled števila prebivalcev po letih | Pregled števila prebivalcev po letih | Pregled števila prebivalcev po letih | Pregled števila prebivalcev po letih | Pregled števila prebivalcev po letih | Pregled števila prebivalcev po letih | Pregled števila prebivalcev po letih | Pregled števila prebivalcev po letih | Pregled števila prebivalcev po letih | Pregled števila prebivalcev po letih | Pregled števila prebivalcev po letih |
| ------------------------------------ | ------------------------------------ | ------------------------------------ | ------------------------------------ | ------------------------------------ | ------------------------------------ | ------------------------------------ | ------------------------------------ | ------------------------------------ | ------------------------------------ | ------------------------------------ | ------------------------------------ | ------------------------------------ | ------------------------------------ | ------------------------------------ |
| 1857                                 | 1869                                 | 1880                                 | 1890                                 | 1900                                 | 1910                                 | 1921                                 | 1931                                 | 1948                                 | 1953                                 | 1961                                 | 1971                                 | 1981                                 | 1991                                 | 2001                                 |
| 254                                  | 250                                  | 282                                  | 288                                  | 283                                  | 304                                  | 303                                  | 281                                  | 248                                  | 223                                  | 211                                  | 184                                  | 162                                  | 135                                  | 114                                  |